# Kirysek wielkopłetwy
Kirysek wielkopłetwy (Scleromystax macropterus) – gatunek słodkowodnej ryby sumokształtnej z rodziny kiryskowatych (Callichthyidae). Został opisany naukowo z Parany przez Ch. T. Regana w 1913 pod nazwą Corydoras macropterus. Później przeniesiono go do rodzaju Scleromystax. Poławiany dla potrzeb akwarystyki.

## Zasięg występowania
Południowa Brazylia, Paragwaj i Urugwaj. 

## Opis
Ciało szarobrunatne, pokryte ciemnym rysunkiem. Policzki pokryte szczecinkami (u samców obficiej niż u samic). Ciemne plamy na płetwie grzbietowej i odbytowej. Kolec płetwy grzbietowej jest czarny. Samce mają dłuższe płetwy grzbietową i odbytową. 
Dorasta przeciętnie do 7 cm, maksymalnie do ok. 9 cm długości standardowej (SL). Żywi się bezkręgowcami i roślinami. Ikrę składa wśród gęstej roślinności, rodzice nie opiekują się złożonymi jajami.

## Warunki w akwarium
| Zalecane warunki w akwarium | Zalecane warunki w akwarium             |
| --------------------------- | --------------------------------------- |
| Temperatura wody            | 18–21 °C                                |
| Twardość wody               | 2–25°n                                  |
| Skala pH                    | 6,0–8,0                                 |
| Pokarm                      | urozmaicony, gatunek wszystkożerny      |
| Uwagi                       | ukłucie kolcem może powodować ostry ból |